# Atanas Atanasow (ur. 1990)
Atanas Petrow Atanasow, bułg. Атанас Петров Атанасов (ur. 3 kwietnia 1990 w Chaskowie) – bułgarski filmowiec i polityk, poseł do Zgromadzenia Narodowego, od 2021 do 2022 minister kultury.

## Życiorys
W młodości trenował tenis, jako nastolatek był mistrzem Bułgarii w deblu. Ukończył szkołę średnią w rodzinnej miejscowości, następnie został absolwentem Whitman College w USA (ze specjalnością w zakresie sztuk teatralnych). Mieszkał i pracował w Los Angeles, Berlinie i Londynie. Zajmował się działalnością artystyczną i produkcją filmów dokumentalnych. Inicjator akcji zbierania funduszy na rzecz odbudowy domu kultury w Tatarewie (rodzinnej wsi jego dziadków) oraz organizator lokalnego festiwalu „Otkluczeno”.
W 2021 związał się z ugrupowaniem Kontynuujemy Zmianę, które założyli Kirił Petkow i Asen Wasilew. W listopadzie tegoż roku z jego ramienia uzyskał mandat deputowanego do Zgromadzenia Narodowego 47. kadencji.
W grudniu 2021 objął stanowisko ministra kultury w nowo utworzonym rządzie Kiriła Petkowa. Zakończył urzędowanie wraz z całym gabinetem w sierpniu 2022.